# André Fontainas
André Fontainas, född den 5 februari 1865 i Bryssel, död den 8 december 1948 i Paris, var en belgisk skald.
Fontainas studerade juridik i Paris, medarbetade i La jeune Belgique och som konstkritiker i Mercure de France från 1896. Han uppträdde som lyriker och symbolist med dikterna Le sang des fleurs (1889), Les vergers illusoires (1892) med flera, samlade i Crépuscules (1897), Le jardin des îles claires (1901) och La nef désemparée (1908), som romanförfattare (L'ornement de la solitude, 1899, L'indécis, 1903) och dramatiker (komedin Hélène Pradier, 1907). Han skrev flera konsthistoriska verk: Histoire de la peinture française au XIX:e siècle (1906), Frans Hals (1909) och Courbet (1921), en biografi över Edgar Allan Poe (1919) samt översatte Milton. År 1937 tillhörde han grundarna av Académie Mallarmé.